# Эчкили-Таш
Эчкили-Таш (кирг. Эчкили-Таш) — село в Ак-Суйском районе Иссык-Кульской области Кыргызстана. Входит в состав Энильчекского аильного округа.

## География
Село расположено в восточной части области, на правом берегу реки Сарыджаз, на расстоянии приблизительно 71 километра (по прямой) к востоко-юго-востоку от села Аксуу (Теплоключенка), административного центра района. Абсолютная высота — 2903 метра над уровнем моря.

## Население
Согласно оценочным данным Национального статистического комитета Кыргызской Республики, численность населения села на начало 2023 года составляла 3 человека.
| год     | 2014 | 2015 | 2023 |
| ------- | ---- | ---- | ---- |
| человек | 34   | 42   | 3    |